# Simone Maludrottu
Simone Maludrottu (Olbia, 4 giugno 1978) è un ex pugile italiano, detentore del titolo europeo dei pesi gallo dal 2004 al 2007.

## La carriera
Figlio di un idraulico, Maludrottu si dedica al pugilato, ottenendo lusinghieri risultati già nella categoria dilettanti, nella quale partecipa ai Campionati del Mondo junior a L'Avana, nel 1996, nei pesi mosca.
Debutta nella carriera professionista nel luglio del 2000, a Chivasso, sconfiggendo ai punti in sei riprese Giovanni Delisi. Dopo tredici combattimenti, di cui dodici vinti (cinque per knock-out), Maludrottu ha l'occasione di competere per la sua prima cintura nel settembre 2003 quando combatte contro Emiliano Salvini per il titolo italiano vacante dei pesi gallo ad Olbia. Maludrottu vince per abbandono dell'avversario dovuto a ferita, alla settima ripresa.
Nel settembre 2004, dopo altre tre vittorie, Maludrottu sfida il francese Frederic Patrac per la cintura europea dei pesi gallo e la conquista con un verdetto ai punti in dodici riprese. Nell'aprile 2006, è sfidato al Leisure Centre di Andersonstown, un sobborgo di Belfast, dall'irlandese Damaen Kelly, già campione europeo nella categoria inferiore. Nonostante l'ambiente ostile, la maggior velocità e il bagaglio tecnico dell'avversario, Maludrottu riesce a mantenere il titolo ai punti, con verdetto unanime. Nel match di ritorno, a Olbia, il 25 novembre 2006, Maludrottu sconfigge ancora l'avversario, stavolta prima del limite, per getto della spugna al terzo round.
Difende il titolo per un totale di otto volte, sino al 2007, poi rinuncia per intraprendere una sfortunata spedizione mondiale in Giappone e sfidare il campione dei pesi gallo WBC Hozumi Hasegawa. Il 10 gennaio 2008, ad Osaka, Maludrottu perde ai punti in dodici riprese, per decisione unanime.
Nel 2009 tenta l'avventura europea nella categoria superiore dei supergallo, perdendo ai punti, a Nottingham, contro il britannico Rendall Munroe, nonostante una ferita inferta all'avversario alla quinta ripresa. È il suo ultimo incontro.

## Cinema
Maludrottu vanta anche un'apparizione cinematografica, con Fabrizio Gifuni e Paolo Rossi, nel film Beket, del 2008, regia di Davide Manuli, nel ruolo di se stesso.